# Euchalinus multimaculatus
Euchalinus multimaculatus là một loài tò vò trong họ Ichneumonidae.